# Mars Scout Program

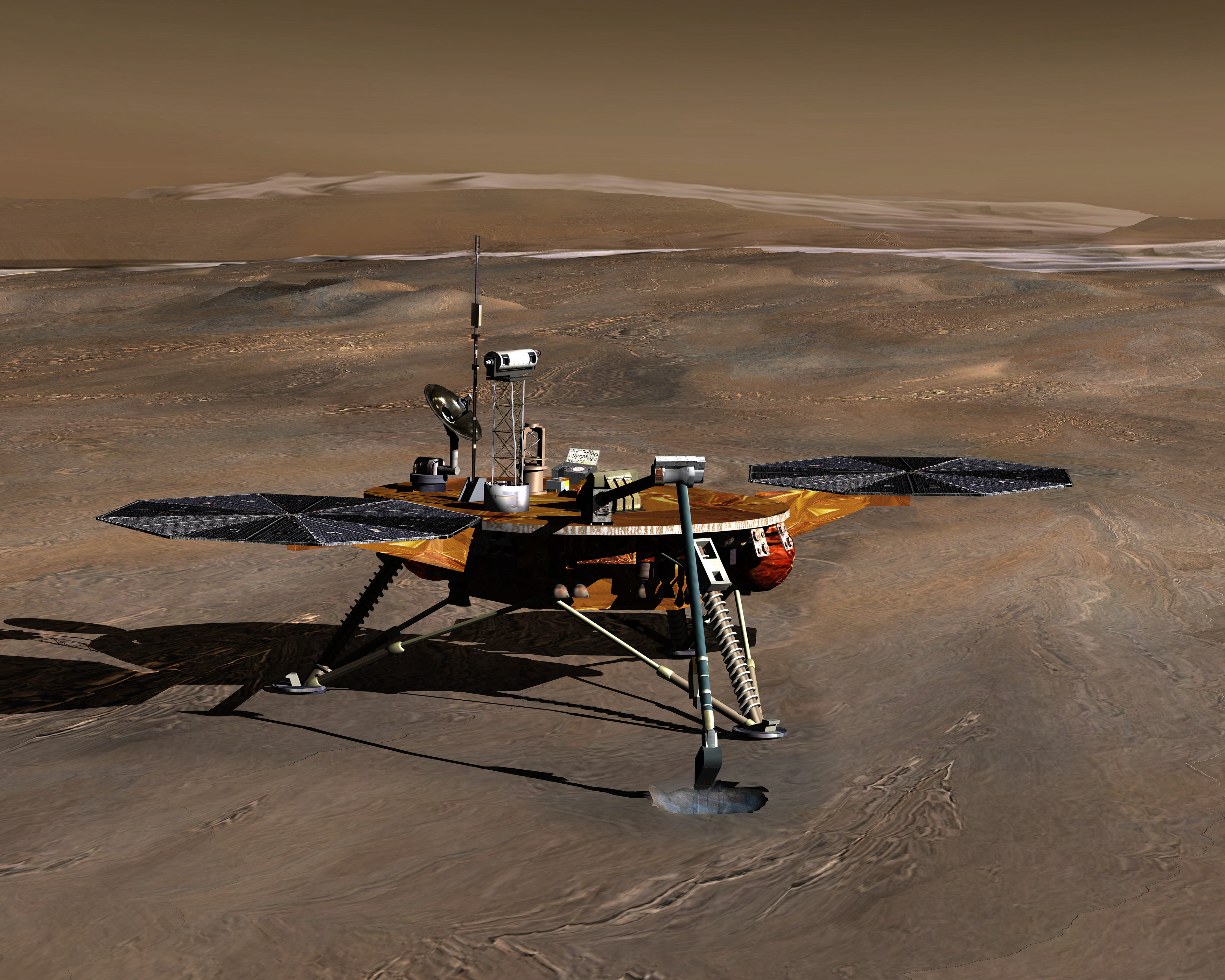
Lądownik Phoenix

Mars Scout Program – program NASA mający za zadanie wysyłanie serii małych i niedrogich misji na Marsa, konkurencyjnie wybieranych z innowacyjnych pomysłów składanych przez społeczeństwo naukowe. Według założeń koszt pojedynczej misji tego programu nie miał przekraczać 500 mln USD.

## Misje
Pierwszy statek bezzałogowy w tym programie nazywał się Phoenix, lądownik oryginalnie przeznaczony do anulowanej misji Mars Surveyor 2001. Phoenix wystartował 4 sierpnia 2007 roku i wylądował w północnym okołobiegunowym regionie Vastitas Borealis 25 maja 2008 roku.
Drugą sondą programu był satelita do badań ewolucji atmosfery marsjańskiej, MAVEN (Mars Atmosphere and Volatile Evolution). Mars Scout Program został oficjalnie zakończony w 2010 roku, ale przygotowania do misji były kontynuowane. Sonda wystartowała 18 listopada 2013 roku, a na orbitę Marsa weszła 22 września 2014.
Wobec zakończenia programu, propozycje misji na Marsa zostały włączone do Programu Discovery. Jedna z proponowanych misji zwiadowczych, GEMS (Geophysical and Environmental Monitoring Station), została wybrana do realizacji i przemianowana na InSight.